# Zvezdne steze: Voyager
Zvezdne steze: Voyager (angleško Star Trek: Voyager; okrajšano ST:VGR, ST:VOY, ST:V, VGR ali VOY) je znanstvenofantastična televizijska nanizanka, ki se dogaja v vesolju Zvezdnih stez. Avtorji nanizanke so: Rick Berman, Michael Piller in Jeri Taylor. Je četrta reinkarnacija Zvezdni stez, ki so se začele v 1960-tih kot Zvezdne steze, in katerih avtor je bil Gene Roddenberry. Nanizanko so snemali sedem sezon med letoma 1995 in 2001. V njej je kot glavni lik nastopila edina ženska kapitanka, Kathryn Janeway (Kate Mulgrew). Predvajali so jo na televizijski mreži UPN, tako da je bila prva nanizanka Zvezdnih stez predvajana na veliki mreži, izvirne Zvezdne steze pa so predvajali na NBC. Voyager je bila edina televizijska oddaja na UPN s sedmimi sezonami.
Nanizanka spremlja potovanje posadke ladje USS Voyager, ki se po nesreči v nevihti znajde v kvadrantu delta, 70.000 svetlobnih let od Zemlje. Skušajo se vrniti domov, obenem pa raziskujejo območje, v katerem so se znašli.
Serija se začne z iskanjem ladje, ki je izginila v Badlandu. Od tam jih v delta kvadrant ugrabi skrivnostno bitje, ki sebe imenuje Skrbnik. V delta kvadrantu jih najprej pozdravijo Kazoni, ki so nekakšna različica Klingoncev. Živijo v različnih klanih, rodovno-plemenskih skupnostih. Kmalu Voyager najde pogrešano ladjo. Zaradi stiske in nadaljnjega zapleta se obe posadki združita v eno samo. Pojasni se tudi vloga Skrbnika. V zanimivi seansi z njim pove, da so v galaksijo vstopili kot raziskovalci. Žal niso predvideli vpliva njihove tehnologije, ki je eksplozivno uničila atmosfero rodnega planeta Okampov. Ti živijo izredno kratek čas; komaj devet let. Okampe imajo latentne, speče, telepatske sposobnosti. Da bi popravili nastalo škodo ljudstvo Skrbnika namesti v orbito vesoljsko postajo, ki v rednih časovnih intervalih pošilja energijo v podzemno utrdbo, kjer živijo preživeli Okampe. Na koncu uvodnega filma je Kathryn Janeway prisiljena uničiti postajo, da se Kazoni ne bi polastili napredne tehnologije in bi s tem purušili ravnotežje političnih sil v delta kvadrantu. 
Potem začno brzeti proti alfa kvadrantu. Na poti srečajo tudi nekaj mogočnih ras, med njimi tudi Borge, in celo Klingonce, ki so na življenjski misiji iskanja lastne odrešenice, ki jo v nadaljnjem poteku spravi na svet inženirka Torres in krmar Tom Paris. Na poti srečajo cel kup civilizacij, bolj ali manj naprednih. Na koncu pa se vse skupaj spektakularno zaključi z bliskovitim prihodom posadke nazaj v alfa kvadrant, ko se Janewayeva odloči s pomočjo Klingonske naprave za potovanje po času nazaj v delta kvadrant, kjer ukane kraljico Borgov in žrtvuje sebe, da bi rešila vse, ki bi sicer preminili. Skozi del niza o Voyagerju se torej preprelatjo podobna izživanja, ko smo jih srečali in jim bili priča v prejšnjih nizih Zvezdnih stez: zanimivi fizikalni fenomeni, igranje Boga določenih civilizacij, ki povzročijo propad celotnega matičnega planeta, časovne zanke, katastrofe, ...